# Liste der Biografien/Lauw
Liste der Biografien |
Portal Biografien |
Personensuche
# |
A |
B |
C |
D |
E |
F |
G |
H |
I |
J |
K |
L |
M |
N |
O |
P |
Q |
R |
S |
T |
U |
V |
W |
X |
Y |
Z |
?
 
La |
Lb |
Lc |
Le |
Lg |
Lh |
Li |
Lj |
Ll |
Lm |
Lo |
Lp |
Lt |
Lu |
Lv |
Lw |
Lx |
Ly |
Lz
 
Laa |
Lab |
Lac |
Lad |
Lae–Lah |
Lai |
Laj |
Lak |
Lal |
Lam |
Lan |
Lao |
Lap |
Laq |
Lar |
Las |
Lat |
Lau |
Lav |
Law |
Lax |
Lay |
Laz
 
Laua |
Laub |
Lauc |
Laud |
Laue |
Lauf |
Laug |
Lauh |
Laui |
Lauj |
Lauk |
Laul |
Laum |
Laun |
Laup |
Laur |
Laus |
Laut |
Lauv |
Lauw |
Laux |
Lauz
Die Liste der Biografien führt alle Personen auf, die in der deutschsprachigen Wikipedia einen Artikel haben. Dieses ist eine Teilliste mit 12 Einträgen von Personen, deren Namen mit den Buchstaben „Lauw“ beginnt.

## Lauw
- Lauw, August (1826–1917), deutscher Unternehmer
- Lauw, Madeleine (* 1990), deutsche Musicaldarstellerin

### Lauwe
- Lauwereyns, Moritz (* 1994), belgischer Poolbillardspieler
- Lauwerier, Hans (1923–1997), niederländischer Mathematiker
- Lauweriks, Johannes Ludovicus Mathieu (1864–1932), niederländischer Architekt und TheosophJohannes Ludovicus Mathieu Lauweriks (1864–1932)

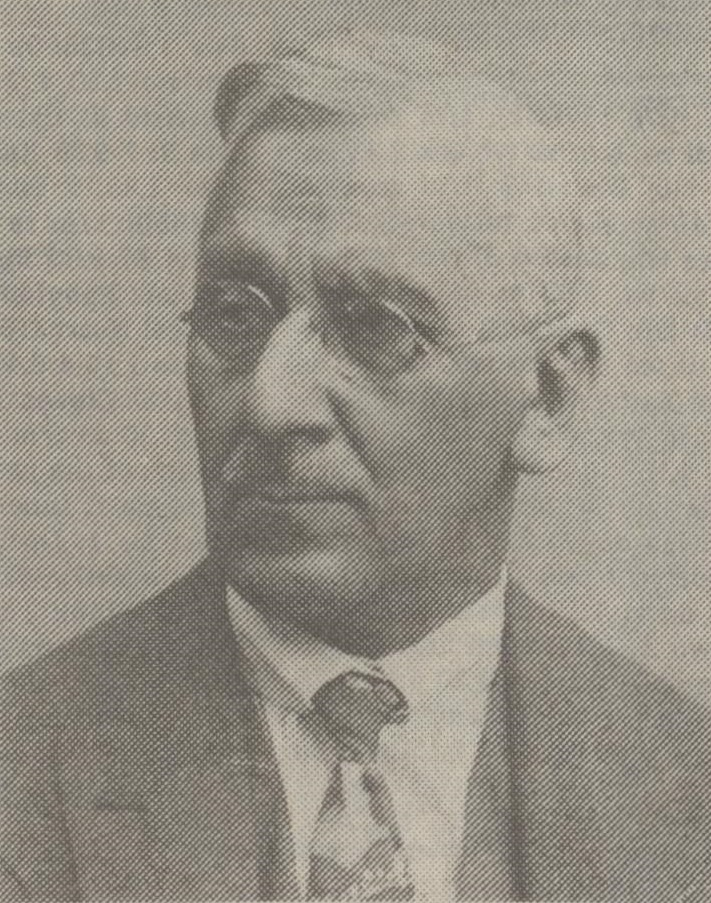
Johannes Ludovicus Mathieu Lauweriks (1864–1932)

- Lauwers, Barbara (1914–2009), tschechoslowakisch-amerikanische Agentin
- Lauwers, Dimitri (* 1979), italienisch-belgischer Basketballspieler
- Lauwers, Jan (* 1938), belgischer Radrennfahrer
- Lauwers, Jan (* 1957), belgischer Theaterregisseur
- Lauwers, Stan (1916–1983), belgischer Radrennfahrer
- Lauwers, Willy (1936–1959), belgischer Radrennfahrer

### Lauwr
- Lauwrens, Lylanie (* 1984), südafrikanische Radrennfahrerin